# Malaspina
Malaspina var en italiensk adelsslægt. Slægtens ældst kendte mand er Adalberto Malaspina (død 1140), der nævnes i midten af det 10. århundrede, og som nedstammer fra slægten Obertenghi, der også har udløbere i andre adelsslægter (Pallavicini, Parodi og huset Este).
Slægten grundlagde i det 12. århundrede et rigsumiddelbart markgrevskab i Lunigiana, i området La Spezia i Apenninerne, hvortil i 14. århundrede føjedes Massa-Carrara. Slægten var guelfisk og ivrige modstandere af Hohenstauferne. Ricardano Malaspina (død 1281) skrev Istoria fiorentina, som blev fortsat af hans slægtning Giacotto; Saba Malaspina, pave Johannes XXI's sekretær, skrev Siciliens historie (Rerum Sicularium libri VI; i Muratori, Rerum italicarum Scriptores).
Germanico Malaspina (født ca. 1550, død 1604) var pavelig nuntius ved forskellige hoffer. 1592 blev han pavelig nuntius i Polen. Han blev kong Sigismunds fortrolige rådgiver og skaffede katolicismen sejren i Polen. 1593-94 var han med kong Sigismund i Sverige, men her mislykkedes hans forsøg på at skaffe katolicismen sejren. Germanico Malaspina var en af tidens dygtigste diplomater og en etisk personlighed, der som biskop virkede i Carlo Borromeos ånd.